# مائو میاجی
مائو میاجی (انگلیسی: Mao Miyaji؛ زادهٔ ۲ فوریهٔ ۱۹۸۴ در سوموتو، استان هیوگو، ژاپن) بازیگر ژاپنی است. از کارهای وی می‌توان به بازی در فیلم پرونده قتل سفیدبرفی (۲۰۱۴) اشاره نمود.